# 日本のテレビドラマ一覧 (年代別)
日本のテレビドラマ一覧 (年代別)（にほんのテレビドラマいちらん）では、「日本のテレビドラマ一覧」を年代順に並べ替えて、一覧にする。
時代劇、特撮番組、日本以外のドラマについては、ここでは扱わない。各記事を参照のこと。

## 1940年代
- 夕餉前（NHK、1940年）

## 1950年代
- どたんば（NHK、1956年）
- 私は貝になりたい（KRT、1958年）
- マンモスタワー（KRT、1958年）
- いろはにほへと（KRT、1959年）

## 1960年代
- 特別機動捜査隊（NET、1961年 - 1977年）
- 判決（NET、1962年 - 1966年）
- 煙の王様（TBS、1962年）
- 正塚の婆さん（TBS、1963年）
- くらやみ五段（NET、1965 - 1966年）
- 女と味噌汁（TBS、1965年 - 1980年）
- サザエさん（TBS、1965年 - 1967年）
- 時間ですよ（TBS、1965年 - 1990年）
- 若者たち（フジテレビ、1966年）
- 氷点（NET、1966年 - 1969年）
- 白い巨塔（NET、1967年）
- コメットさん（TBS、1967年 - 1968年）
- ローンウルフ 一匹狼（日本テレビ、1967年 - 1968年）
- キイハンター（TBS、1968年 - 1973年）
- 37階の男（日本テレビ、1968年）
- 男はつらいよ（フジテレビ、1968年 - 1969年）
- プロファイター（日本テレビ、1969年）
- ゼロファイター（フジテレビ、1969年）
- プレイガール（東京12チャンネル、1969年 - 1974年）
- ケンちゃんシリーズ（TBS、1969年 - 1982年）
- 水戸黄門（TBS、1969年 - 2011年）

## 1970年代
1970年
- 江戸川乱歩シリーズ 明智小五郎（東京12チャンネル）

1971年
- 気になる嫁さん（日本テレビ、- 1972年）
- 刑事くん（TBS、- 1976年）

1972年
- シークレット部隊（TBS）
- 少年ドラマシリーズ（NHK）
- タイム・トラベラー（NHK）
- 太陽にほえろ!（日本テレビ、 - 1986年）
- 泣くな青春（フジテレビ、 - 1972年）
- パパと呼ばないで（日本テレビ）
- アイちゃんが行く!（フジテレビ - 1973年）
- ありがとう（TBS）＜ 関東地区視聴率56.3% ＞

1973年
- GO!GOスカイヤー（フジテレビ）
- たんぽぽ（日本テレビ）

1974年
- ザ・ボディガード (NET)
- 傷だらけの天使（日本テレビ、 - 1975年）
- 高校教師（東京12チャンネル）
- 白い滑走路（TBS）
- 寺内貫太郎一家（TBS）
- われら青春!（日本テレビ）
- 水もれ甲介（日本テレビ）

1975年
- ザ★ゴリラ7 (NET)
- 燃える捜査網 (NET、 - 1976年)
- ひまわりの詩（日本テレビ）
- 俺たちの勲章（日本テレビ）
- Gメン'75（TBS、 - 1982年）
- はぐれ刑事（日本テレビ）
- 俺たちの旅（日本テレビ、 - 1976年）

1976年
- 大非常線 (NET)
- ナショナルゴールデン劇場 / 七色とんがらし (NET)
- 大都会 闘いの日々（日本テレビ）
- いろはの"い"（日本テレビ、 - 1977年）
- 高原へいらっしゃい（TBS）
- ひまわりの道（日本テレビ）
- 俺たちの朝（日本テレビ、 - 1977年）

1977年
- 怪人二十面相（フジテレビ）
- 俺たちの祭（日本テレビ）
- あにき（TBS）
- 大都会 PARTII（日本テレビ、 - 1978年）
- 特捜最前線（テレビ朝日、 - 1987年）
- 華麗なる刑事（フジテレビ）
- 海は甦える（TBS）
- 気まぐれ本格派（日本テレビ - 1978年）

1978年
- 十字路（NHK）
- 西遊記（日本テレビ）
- 白い巨塔（フジテレビ）
- 青春ド真中!（日本テレビ）
- 大空港（フジテレビ、 - 1980年）
- 大追跡（日本テレビ）
- 大都会 PARTIII（日本テレビ、 - 1979年）
- 熱中時代（日本テレビ）
- ムー一族（TBS）
- ゆうひが丘の総理大臣（日本テレビ）

1979年
- 3年B組金八先生 〜第1シリーズ〜（TBS）
- 噂の刑事トミーとマツ（TBS）
- 俺たちは天使だ!（日本テレビ）
- 京都殺人案内（朝日放送）
- 西部警察（テレビ朝日、 - 1982年）
- 探偵物語（日本テレビ、 - 1980年）
- あさひが丘の大統領（日本テレビ、 - 1980年）
- 鉄道公安官 （テレビ朝日、 - 1980年）
- 七瀬ふたたび（NHK）少年ドラマシリーズ
- 熱中時代 〜第1シリーズ〜（日本テレビ） ＜ 視聴率40.0% ＞
- 駆け込みビル7号室（フジテレビ）

## 1980年代
1980年
- 赤かぶ検事奮戦記シリーズ（朝日放送）
- 池中玄太80キロ -第1シリーズ-（日本テレビ）
- 1年B組新八先生（TBS）
- 京都妖怪地図（朝日放送）
- 警視-K（日本テレビ）
- 心（TBS）
- ザ・ハングマンシリーズ（朝日放送）
- サンキュー先生（テレビ朝日）
- 3年B組金八先生 〜第2シリーズ〜（TBS）＜ 視聴率39.9% ＞
- 大激闘マッドポリス'80（日本テレビ）
- 東京大地震マグニチュード8.1（讀賣テレビ）
- 爆走! ドーベルマン刑事（テレビ朝日）
- 特命刑事（日本テレビ）
- 突然の明日（TBS）
- ピーマン白書（フジテレビ）
- ゆるしません!（関西テレビ - 1981年）

1981年
- 池中玄太80キロ -第2シリーズ-（日本テレビ）
- 北の国から（フジテレビ）
- 2年B組仙八先生（TBS）
- ひまわりの歌（TBS）
- ブラック・ジャック（テレビ朝日）
- プロハンター（日本テレビ）
- 炎の犬（日本テレビ）

1982年
- 笑顔泣き顔ふくれ顔（フジテレビ）
- 3年B組貫八先生（TBS）
- 野々村病院物語II（TBS）

1983年
- 青が散る（TBS）
- おしん（NHK）＜ 関東地区視聴率62.9% ＞
- 積木くずし（TBS）＜ 最高視聴率45.3％ ＞
- 家族ゲーム（TBS）
- 金曜日の妻たちへ（TBS）
- 高校聖夫婦（TBS）
- 昭和四十六年 大久保清の犯罪（TBS）
- スチュワーデス物語（TBS）
- ふぞろいの林檎たち（TBS）
- 波の盆（日本テレビ）

1984年
- オレゴンから愛（フジテレビ）
- 家族ゲームII（TBS）
- 昨日、悲別で（日本テレビ）
- 京都マル秘指令 ザ新選組（朝日放送）
- 心はロンリー気持ちは「…」（フジテレビ、 - 2003年）
- 山河燃ゆ（NHK）
- 私鉄沿線97分署（テレビ朝日）
- スクール☆ウォーズ（TBS）
- 素晴らしきサーカス野郎（日本テレビ、1984年）
- 東中学3年5組（TBS）
- 不良少女とよばれて（TBS）

1985年
- うちの子にかぎって…パート2（TBS）
- 禁じられたマリコ（TBS）
- 少女に何が起ったか（TBS）
- 夏・体験物語（TBS）
- 乳姉妹（TBS）
- ポニーテールはふり向かない（TBS）
- 毎度おさわがせします（TBS）
- 毎度おさわがせします2（TBS）
- 誇りの報酬（日本テレビ - 1986年）
- ハーフポテトな俺たち（日本テレビ）
- もしも、学校が…!?（TBS）
- ヤヌスの鏡（フジテレビ、 - 1986年）
- 迷宮課刑事おみやさん（朝日放送）

1986年
- いのち（NHK）
- あぶない刑事（日本テレビ、 - 1987年）
- お坊っチャマにはわかるまい!（TBS）
- 親子ゲーム（TBS）
- 男女7人夏物語（TBS）
- 金曜日には花を買って（TBS、 - 1987年）
- このこ誰の子?（フジテレビ、 - 1987年）
- 深夜にようこそ（TBS）
- ジャンプアップ!青春（日本テレビ）
- このままじゃ、ボクの将来知れたもの（日本テレビ）
- パパ合格ママは失格（日本テレビ）
- セーラー服反逆同盟（日本テレビ）
- 太陽にほえろ!PART2（日本テレビ、 - 1987年）
- 痛快!OL通り（TBS）
- な・ま・い・き盛り（フジテレビ）
- はね駒（NHK）
- まんが道（NHK）
- 都の風（NHK、 - 1987年）

1987年
- ママはアイドル（TBS）
- ジャングル（日本テレビ）
- 親子ジグザグ（TBS）
- アナウンサーぷっつん物語（フジテレビ）
- アリエスの乙女たち（フジテレビ）
- 同級生は13歳（フジテレビ）
- ラジオびんびん物語（フジテレビ）
- パパはニュースキャスター（TBS）
- プロゴルファー祈子（フジテレビ）
- ベイシティ刑事（テレビ朝日）
- あきれた刑事（日本テレビ）
- 男女7人秋物語（TBS）＜ 視聴率36.6% ＞
- 毎度おさわがせします3（TBS）
- おヒマなら来てよネ!（フジテレビ）
- 六本木ダンディーおみやさん（朝日放送）

1988年
- 季節はずれの海岸物語（フジテレビ、 - 1994年）
- 3年B組金八先生 〜第3シリーズ〜（TBS）
- NEWジャングル（日本テレビ）
- 親子ウォーズ（TBS）
- 君が嘘をついた（フジテレビ）
- 君の瞳をタイホする!（フジテレビ）
- 教師びんびん物語（フジテレビ）
- 熱っぽいの!（フジテレビ）
- 抱きしめたい！(フジテレビ)
- さすらい刑事旅情編（テレビ朝日）
- 痛快!ロックンロール通り（TBS）
- 翼をください（NHK）
- 追いかけたいの!（フジテレビ）
- ときめきざかり（フジテレビ）
- とんぼ（TBS）
- ニューヨーク恋物語（フジテレビ）
- はぐれ刑事純情派（テレビ朝日）
- 花のあすか組!（フジテレビ）
- 華の嵐（東海テレビ）
- 炎の料理人・北大路 魯山人（日本テレビ）
- もっとあぶない刑事（日本テレビ）
- 若奥さまは腕まくり!（TBS）
- 新婚物語（日本テレビ）

1989年
- ツヨシしっかりしなさい（日本テレビ）
- 池中玄太80キロ -第3シリーズ-（日本テレビ）
- 君の瞳に恋してる!（フジテレビ）
- 奇妙な出来事（フジテレビ）
- ハロー!グッバイ（日本テレビ）
- ゴリラ・警視庁捜査第8班（テレビ朝日）
- 白鳥麗子でございます!（TBS）
- 空と海をこえて（TBS）
- 同・級・生（フジテレビ）
- あいつがトラブル（フジテレビ）
- ハートに火をつけて!（フジテレビ）
- はいすくーる落書（TBS）
- 勝手にしやがれヘイ!ブラザー（日本テレビ、 - 1990年）
- 愛しあってるかい!（フジテレビ、1989年10月16日 - 12月18日）

## 参考書籍
- 特集アスペクト66 TVドラマオールファイル 90's民放版（株式会社アスペクト、1999年、ISBN 4757203845）